# Sindor
Sindor (in lingua russa Синдор) è un insediamento di tipo urbano di 2 010 abitanti situato in Russia, nella Repubblica dei Komi, nel distretto Knjažpogostskij.